# Кластр, Пьер
Пьер Кластр (фр. Pierre Clastres; 17 мая 1934 в Париж — 29 июля 1977, Габриаке) — французский антрополог и этнолог. Особенно известен благодаря своим работам по политической антропологии, антиавторитарным убеждениям и монографии о парагвайских индейцах гуаяки (аче).

## Биография
Будучи студентом, членом Объединения студентов-коммунистов, Пьер Клястр находился под влиянием революционной организации «Социализм или варварство». Он снова встретится с несколькими бывшими членами этой организации в 1977 году, когда будет участвовать в основании журнала «Libre», плечом к плечу с Мигелем Абенсуром, Корнелиусом Касториадисом, Марселем Гоше, Клодом Лефором и Морисом Лучиани.
Философ по образованию, он интересовался американской антропологией под влиянием Клода Леви-Стросса и Альфреда Метро.
Пьер Клястр провел 1963 год среди индейцев гуаяки в Парагвае. В 1965 году он побывал у гуарани, снова в Парагвае. Дважды посещает чулупи: в 1966 и 1968 годах. В 1970 году он ненадолго пребывает у яномами со своим коллегой Жаком Лизо. И наконец, он посещает индейцев гарани в Бразилии. В том же году он становится исследователем Национального центра научных исследований (CNRS) и издает ряд статей на тему «Общество против государства». Критик структурализма, в прямом конфликте с Клодом Леви-Строссом, у которого ему особенно не нравится видение войны как провала обмена, он покидает Лабораторию общественной антропологии. В 1975 году он становится директором исследований в пятом отделе Школы Высшего Обучения (l’École Pratique des Hautes Études). Погиб в 1977 году в дорожной аварии, оставив свою работу незавершенной.

## Общество против государства
В своей наиболее известной работе «Общество против государства» Клястр критикует одновременно и эволюционнистов, которые хотят, чтобы государством былa бы целесообразность любого общества, и руссоистов с их естественной невиновностью человека. Делая это, он выталкивает государство с его центрального места, которое оно занимало в политической антропологии для того, чтобы выдвинуть на передний план проблему его появления в контексте понятия силы принуждения.